# Ostrołęka
Ostrołęka là một thị trấn ở phía đông bắc Ba Lan, nằm bên trái của sông Narew, cách Warsaw khoảng 120 km về phía đông bắc. Từ năm 1975 – 1998, Ostrołęka là thủ phủ của tỉnh Ostrołęka, kể từ năm 1999 đến nay, nó thuộc quyền quản lý của tỉnh Masovian. Cho đến cuối những năm 1980, Ostrołęka từng là một ga đường sắt đầu mối, với bốn tuyến xuất phát từ ga đường sắt Ostrołęka: về phía đông đến Łacco và Białystok, về phía tây nam đến Tłuszcz và Warsaw, về phía bắc đến Wielbark và Olsztyn. Tổng diện tích của thị trấn là 33,46 km². Tính đến năm 2014, dân số của thị trấn là 52.792 người, mật độ 1.600 người/km².

## Giáo dục

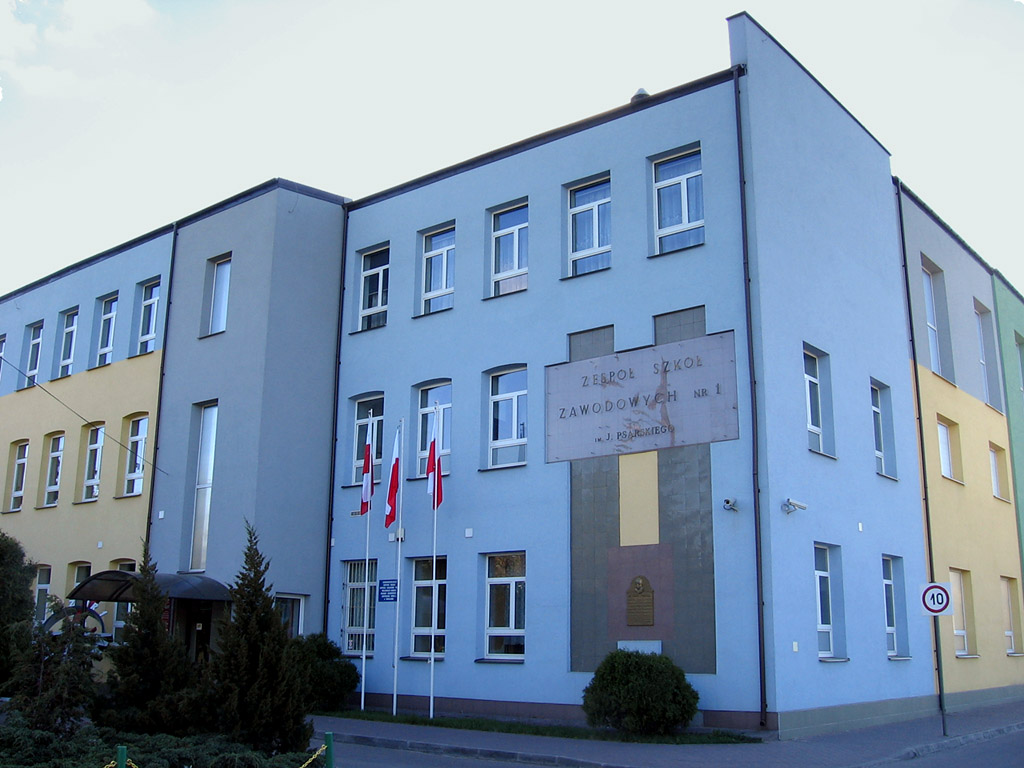
Trường dạy nghề

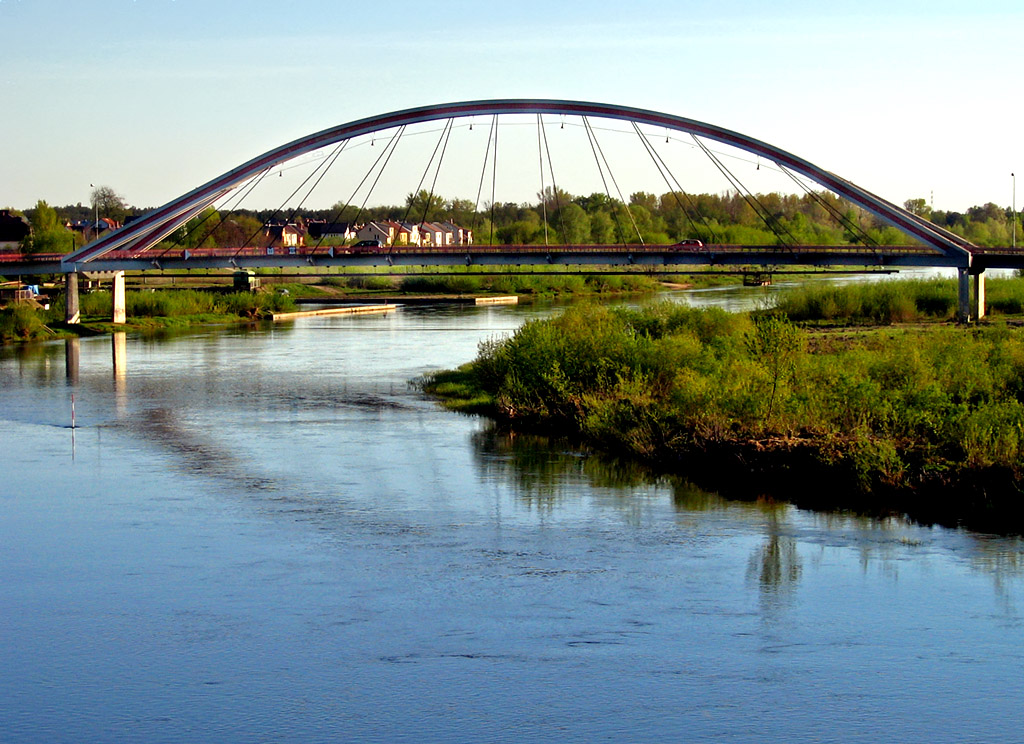
Cầu Madalinski

- Trường Cao đẳng hành chính công
- Trường Đại học kinh tế và xã hội

## Thể thao

### Bóng đá
- Narew Ostrołęka - Đội bóng đá được thành lập vào năm 1962. Hiện đang chơi ở A-Klasa, Ciechanów-Ostrołęka.
- Korona Ostrołęka - Đội bóng đá được thành lập vào năm 1998. Hiện đang chơi ở giải IV Liga, phía bắc Mazovia.

### Bóng chuyền
- Energa Net Ostrołęka - Đội bóng chuyền nam hiện đang chơi ở giải II Liga của Ba Lan.
- OTPS Nike Ostrołęka - Đội bóng chuyền nữ hiện đang chơi ở giải III Liga của Ba Lan.

### Bóng ném
- Trójka Ostrołęka - Đội bóng ném nam hiện đang chơi ở giải II Liga của Ba Lan

### Bóng rổ
- OTK Ostrołęka - Đội bóng rổ nam
- OKK Ostrołęka - Đội bóng rổ nam
- MUKS Unia Basket Ostrołęka - Đội bóng rổ nữ

## Chính trị

### Khu vực bầu cử Ostrołęka-Siedlce
Các thành viên của Nghị viện (Sejm) được bầu từ khu vực bầu cử Ostrołęka-Siedlce
- Chrzanowski Zbigniew, PO
- Deptuła Zbigniew, PSL
- Dziewulski Zbigniew, Samoobrona
- Filipek Krzysztof, Samoobrona
- Janowski Gabriel, LPR
- Kalinowski Jarosław, PSL
- Krutczenko Zbigniew, SLD-UP
- Kurpiewski Stanisław, SLD-UP
- Oleksy Józef, SLD-UP
- Piłka Mary, PiS
- Prządka Stanisława, SLD-UP
- Sawicki Marek, PSL